# Klaus Kotter
Klaus Kotter (* 27. Mai 1934 in Prien am Chiemsee; † 13. Mai 2010 in Traunstein) war ein deutscher Steuerberater und Sportfunktionär im nationalen und internationalen Bobsport.
Kotter war zunächst Schatzmeister des westdeutschen Deutschen Bob- und Schlittensportverband (DBSV). Während der Olympischen Winterspiele 1976 in Innsbruck war er Olympia-Attaché des westdeutschen Nationalen Olympischen Komitees, im selben Jahr wurde er zum Vizepräsidenten der Fédération Internationale de Bobsleigh et de Tobogganing (FIBT) gewählt. 1978 wurde er zum interimistischen FIBT-Präsident bestimmt, nachdem der damalige Präsident Amilcare Rotta aus Italien schwer erkrankte. 1980 wurde Kotter dann zum Präsidenten der Internationalen Bobsportvereinigung gewählt und bekleidete dieses Amt bis 1994.
1984 wurde Kotter Präsident des DBSV, ab 1990 des gesamtdeutschen  Bob- und Schlittenverbandes für Deutschland (BSD), was er bis zu seiner Pensionierung 2004 blieb.
Kotter wurde 1995 in Budapest mit dem Olympischen Orden ausgezeichnet. Gleichzeitig war er bis zu seinem Tod Ehrenpräsident des FIBT.
Kotter lebte mit seiner Familie in Eggenfelden.

## Ehrungen
- Verdienstkreuz am Bande der Bundesrepublik Deutschland
- Verdienstkreuz 1. Klasse der Bundesrepublik Deutschland

## Nachweise
- Focus: Langjähriger Bob-Präsident Kotter gestorben. (14. Mai 2010)
- „Bobsleigh and Olympism“. Olympic Review. December 1984. p. 1014.

| Personendaten    | Personendaten                               |
| ---------------- | ------------------------------------------- |
| NAME             | Kotter, Klaus                               |
| KURZBESCHREIBUNG | deutscher Steuerberater und Sportfunktionär |
| GEBURTSDATUM     | 27. Mai 1934                                |
| GEBURTSORT       | Prien am Chiemsee                           |
| STERBEDATUM      | 13. Mai 2010                                |
| STERBEORT        | Traunstein                                  |